# Elm Grove (Wisconsin)
Pour les articles homonymes, voir Elm Grove.
Elm Grove est un village du comté de Waukesha, dans l'État du Wisconsin, aux États-Unis. En 2020, il comptait une population de 6 524 habitants.